# تاریخ رقص در ایران
رقص در ایران، پیشینه‌ای طولانی دارد. رقص و موسیقی همواره برای شادی و خوشی در بزم‌ها و انگیزش حس‌های رزمی و شهوانی در میان ایرانیان در همهٔ دوران، رواج داشته‌است. رقص در این کشور در جشن‌های مناسبات تقویمی، ملی، سیاسی، مذهبی و کشاورزی و در مراسم طایفه‌ای و همچنین در مراسم‌های دیگری چون ختنه و عروسی انجام می‌شود.
پیشینهٔ رقص در ایران، به هزارهٔ پنجم و ششم پیش از میلاد می‌رسد. ایران، یکی از امپراتوری‌های باستانی بود که به گسترش رقص پرداخت. در ایران باستان، رقص در دربار پادشاهان ماد در نوشتار تاریخی یونانی گزارش شده‌است. نخستین اشاره به رقص نزد پارسیان نیز در کتاب‌هایی از گزنفون، تاریخ‌نگار اهل یونان بود. در دوره شاهنشاهی هخامنشی رقص، آواز و موسیقی برای دلخوشی و شادی در بزم‌های طبقه‌های گوناگون مردم ایران وجود داشته‌است و در این دوران افزون بر آموزش خواندن، اصول رقص نیز در ایران آموزش داده می‌شده‌است. پس از یورش اسکندر به ایران تمدن یونانی در سراسر سرزمین‌های هخامنشی گسترش یافت و بر رقص در شاهنشاهی نیز اثر گذاشت. ساسانیان به موسیقی و همراهان آن بسیار احترام می‌گذاشتند. شاهان این دوره به موسیقی علاقه داشتند که باعث توجه به رقص نیز شد. نقش‌های دیواری قرن ششم از پنجکنت شواهدی از نمود تشریفاتی رقص در شرق ایران ارائه می‌دهند. ممنوعیت مذهبی رقص در ایران با گسترش اسلام به وجود آمد و با رخدادهای تاریخی گوناگون تحریک گردید. در دورهٔ صفوی، حرام بودن موسیقی، این هنر را از پیشرفت بازمی‌داشته‌است اما به شکل محدود گاه موسیقی و رقص مورد توجه قرار می‌گرفتند. در دوران قاجار و صفویه، به پسربچه‌ها پوشاک دخترانه پوشانده می‌شد و از آن‌ها برای رقص و آواز بهره می‌بردند.
در اوایل دورهٔ پهلوی گونه‌ای از رقص ایرانی پدیدار شد و با توسعهٔ سینمای تجاری ایران، فراگیر شد تا زمینهٔ ساخت ژانرهای گوناگونی همانند روحوضی، مطربی، بابا کرم، تهرونی و شاطری را فراهم آورد. در طول دههٔ ۱۹۶۰ اقدامات جدی پژوهشی رقص در ایران انجام شد. سازمان معتبر بالهٔ ملی ایران در سال ۱۹۶۷ در تالار رودکی گشایش یافت. تهران میزبان تولیدات سطح بالایی شد و با کسب جایگاه معتبر بین‌المللی، کم‌کم هنرمندان سرشناس خارجی برای اجرا به ایران می‌آمدند. رقص حرفه‌ای در این کشور در دوران پادشاهی محمدرضاشاه احترام و محبوبیت خود را بازیابی کرد. اجراهای رقص غیر سنتی بر پایهٔ نمونه‌های اروپایی در سالن‌های نمایش این دوره ارائه می‌شد. جدا از رقص‌های غیر بومی، برنامه‌ها برای رقص بومی ایرانی و سنتی نیز بسیار بودند و رقص سنتی نیز احیا گردید. سیستم نوین آموزشی ساخته‌شدهٔ این دوره، به‌خدمت رقص ایران درآمد و انواع سازمان‌ها و گروه‌های دولتی و خصوصی رقص ایجاد شدند. زیرساخت نوین این دوره در کنار پژوهش‌ها، توانست دوره‌ای موفق را برای رقص ایرانی رقم زند.
پس از انقلاب ۱۳۵۷، حکومت جدید رقص را در ردهٔ هنرهای ممنوعه گذاشت اما رقص‌های محلی گاه به مناسبت‌های گوناگون، شانس تنفس داشتند. اعلام جرم ضد رقصنده، دستگیری آموزش‌دهندگان رقص، شلاق‌زنی و ممنوعیت نمایش رقص، در این دوره تبدیل به محل کشمکش گردید. انقلاب اسلامی ۱۳۵۷ پایان دوران موفق رقص و باله در ایران بود. به قدرت رسیدن حکومت اسلامی، حاصل چندین دهه تلاش ایران در رقص را از میان برد و کارکنان این بخش را از این کشور فراری داد یا باعث دست کشیدنشان از کار شد.

## نام
رقص واژه‌ای عربی برای اشاره به این هنر در ایران است و کم‌کم توانست جای خود را به انحصار در زبان فارسی باز کند. واژهٔ فارسی رقص، "پایکوبی"، "وشت"، "رامشگری"، کاربرد همگانی‌اش را از دست داده‌است.

## پیشینه

### نخستین رقص‌ها

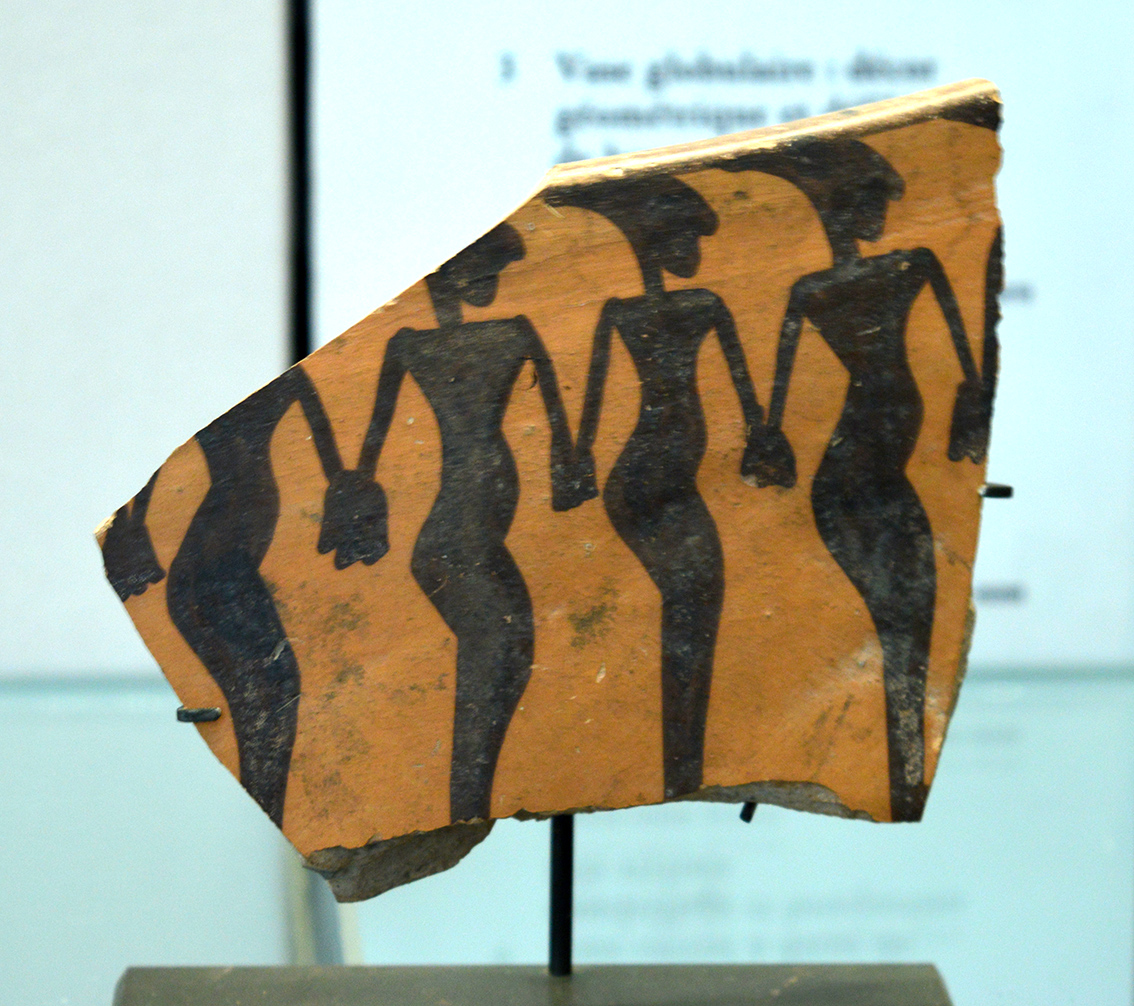
رقصنده‌ها بر روی تکه سفالی از چشمه‌علی شهرری، بازمانده از هفت هزار سال پیش؛ نگهداری‌شده در موزه لوور

نمایش در شکل رقص، خنیاگری، بازی یا آیین و ابزارهای نمایشی چون سیماچه، پوشاک مبدل جانوران یا گیاهان، سازهایی برای آفرینش ریتم و دیگر موارد، دست کم از هزاره ششم پ. م در ایران شناخته شده و مورد بهره‌برداری بوده‌اند. نمونه‌های پرشماری از نقش‌های رقصندگان را می‌توان بر روی آثار یافت‌شده از تپه‌های باستانی این کشور همانند تپه سبز، جعفرآباد، چغامیش، تل جری، چشمه علی، اسماعیل‌آباد، تل باکون، سیلک، موسیان، تپه یحیی، شهداد، شوش و… یافت. قدیمی‌ترین اثری که چگونگی و گسترش رقص در ایران را آشکار می‌سازد، نگارهٔ ساده و سیاه روی کاسهٔ گلی پخته‌ای است که از تپه خزینهٔ شوش به دست آمده‌است. این کاسه، تنها پیکر شش رقصنده را در دو دستهٔ سه‌تایی نشان می‌دهد. قدمت آن به ۴۵۰۰ تا ۵۰۰۰ سال پیش از میلاد می‌رسد. با وجود چنین سندهایی، پیشینهٔ رقص در ایران، به هزارهٔ پنجم و ششم پیش از میلاد می‌رسد. اثرهایی دیگر در نزدیکی تخت جمشید نیز به رقص اشاره داشته‌اند.
از سال‌های پایانی هزارهٔ پنجم و آغاز هزارهٔ چهارم پیش از میلاد نیز یک سفال در تپه سیلک، نزدیک کاشان، یافت شد که چهار زن را در هنگام رقص دسته‌بند (با گرفتن دست هم) نشان می‌دهد؛ این رقص، به شکل احتمالی وابسته با باورهای دینی آن دوره دانسته شده‌است.
گونه‌ای رقص جنگی مردانه در سفالی در تپه‌حصار دامغان (سمنان) یافت شده‌است که به ۴۵۰۰ تا ۳۸۰۰ پیش از میلاد می‌رسد و مردانی برهنه را به نمایش کشیده‌است. گونه‌ای رقص دسته‌بند دایره‌وار زنان از ۴۵۰۰ تا ۳۵۰۰ پیش از میلاد نیز در نهاوند پیدا شده‌است که موزه لوور آن را در اختیار دارد. از رقص ۵۰۰۰ تا ۳۶۰۰ پیش از میلاد یک تکه سفال دیگر که چند رقصنده را نشان می‌دهد در چشمه‌علی یافت شده و نگهداری‌اش نیز با موزه لوور بوده‌است.
گونه‌ای نوآوری در رقص در تکه سفال دیگری از سیلک (مرکز ایران) که از ۳۶۰۰ سال پیش از میلاد دانسته شده، آشکار گردیده‌است؛ سازندگان حلقهٔ رقص روی این سفال، به آشکارا چیزی را در دست دارند که برخی آن را پارچه دانسته‌اند. به دست داشتن پارچه در رقص، در دوران نوین ایران نیز دیده شده‌است.

### تاریخچه اولین رقص در ایران
اولین رقص تحقیق شده در تاریخ ایران مربوط به رقص پرستش میترا ( کیش میترا ) است که در آن گاو نر قربانی می‌شد. این فرقه بعداٌ در امپراتوری روم بسیار مورد توجه قرار گرفت. این رقص برای نشاط و سرزندگی و شادابی در زندگی بود. رقص پارسی توسط مورخ یونانی هرودوت هالیکارناسوس در کتاب خود که در آن شرح تاریخ امپراتوری‌های آسیا و جنگ‌های ایرانی تا سال 478 قیل میلاد است تحقیق و نوشته است. ایران باستان توسط قدرت‌های خارجی ابتدا یونانیان، سپس عرب‌ها، سپس مغول‌ها اشغال شد و به ترتیب در کدام یک از این دوره‌ها دچار بی‌ثباتی سیاسی و جنگ‌های داخلی شده است و در طول این تغییرات سنت‌های رقص آهسته و آرام آرام از بین رفتند.
مردم فلات ایران رقص را در قالب موسیقی، بازی، نمایش و آیین‌های مذهبی می‌شناسند و حداقل از هزاره 6، قبل از میلاد از ابزارهایی مانند ماسک، لباس حیوانات یا گیاهان و آلات موسیقی برای ریتم استفاده می‌کردند. اشکال ترکیبی رقص، بازی و نمایش را در جشن‌ها، عزاداری وپرستش اجرا می‌کردند.
آثاری با تصاویر رقصنده‌ها در اماکن باستانی پیش از تاریخ ایران مانند: تپه سبز، جعفرآباد، تپه چغامیش، تل جاری، چشمه علی، اسماعیل آباد، تل باکون، تپه سیلک، تپه موسیان، تپه یحیی، شهداد، تپه گیاهان، کل فرح، شوش، کوک تپه ، گورستان‌های لرستان و … وجود دارند. 

### ایران باستان
از رقص در دوران پادشاهی ماد و شاهنشاهی هخامنشی و اشکانی، داده‌های کمی در دسترس است که ممکن است به دلیل یک دگرگونی فرهنگی پس از ورود آریایی‌ها باشد. دست کم در روزگار هخامنشیان و اشکانیان، نمونه‌هایی از رقص آیینی دینی (مهری) دیده شده‌است. رقص و موسیقی همواره برای شادی و خوشی در بزم‌ها و انگیزش حس‌های رزمی و شهوانی در میان ایرانیان در همهٔ دوران، رواج داشته‌است و در داستان‌ها و روایت‌های این دوره‌ها نیز اشاره‌هایی به چنین کاربردهایی در رقص، انجام شده‌است.

#### پادشاهی ماد
رقص در دربار پادشاهان ماد در نوشتار تاریخی یونانی گزارش شده‌است و به پایکوبی شاه در کنار نزدیکان اشاره‌هایی وجود دارد. در دربار آنان، رقص‌های تفریحی و شادی‌انگیز به اجرا درمی‌آمدند و می‌توان نتیجه گرفت که در میان مردم نیز گسترش داشته‌است. داده‌های رقص از این دوره با توجه به میزان پژوهش‌ها تاکنون، بسیار ناچیز است.

#### شاهنشاهی هخامنشی
نخستین اشاره به رقص نزد پارسیان، در کتاب‌هایی از گزنفون، تاریخ‌نگار اهل یونان بود. در جشن مهر رقصی توسط ایرانیان برگزار می‌شده‌است و در این دوران افزون بر آموزش خواندن، اصول رقص نیز در ایران آموزش داده می‌شده‌است؛ چیزی که نشانی از اهمیت رقص نزد مردم این دوره دارد. در تاریخ شاهنشاهی هخامنشی نوشته آلبرت اومستد آمده‌است که «سالی یک بار در جشن مهرگان، فرمانروای هخامنشی مجبور بود با هوم سکرآور مست شود و رقص پارسیانه کند که بازمانده‌ای از رقص جنگی روزگار پیشین بود». رقص پارسیانه گونه‌ای رقص باوری دینی و رزمی بود. مهرگان از جشن‌های برجستهٔ آن دوره بود که میزبان رقص شاهان نیز می‌شد. در مجموع، با توجه به نوشتار تاریخی موجود، در دوره شاهنشاهی هخامنشی رقص، آواز و موسیقی برای دلخوشی و شادی در بزم‌های طبقه‌های گوناگون مردم ایران وجود داشته‌است اما این سندها ناکافی هستند و دربارهٔ چگونگی رقص‌ها و جزئیات حرکت‌ها، داده‌ای ارائه نمی‌دهند. در کل، هنر هخامنشی ناب‌ترین شکل هنر خاورمیانهٔ باستان و اوج آن بوده‌است.

#### پذیرش فرهنگ یونانی و پدیداری شاهنشاهی اشکانی
پس از یورش اسکندر به ایران و ورود فرهنگ یونانی به شاهنشاهی و با پاگیری فرمانروایی‌های سلوکی و اشکانی، در زندگی مردم، باورها و آیین‌های آنان دگرگونی‌هایی رخ داد. مهمترین میراث پیروزی‌های نظامی و سیاسی اسکندر در زمینهٔ فرهنگی بود؛ تمدن یونانی با او و جانشینانش در سراسر سرزمین هخامنشی گسترش یافت. با وجود اینکه برخی عناصر بومی نیز توسط فاتحان پذیرفته شد، اما پذیرش جنبه‌های گوناگون تمدن یونان توسط بومیان قابل توجه بود. در میان ایرانیان شهرنشین کم‌کم یونانی‌گری رواج یافت و بزم‌ها و مهمانی‌هایشان به مانند رومی‌ها و یونانیان گردید. رقص‌هایی جدید وارد شد؛ در این بزم‌های به سبک تازه، رقص‌ها بیشتر توسط زنان یونانی آورده شده به ایران انجام می‌شد. ژوستن، تاریخ‌نویس رومی می‌نویسید: «(پارتی‌ها) به نوشیدن باده‌ای که از خرما ساخته می‌شد، عادت داشتند… مهمانی‌ها، بزم‌ها و جشن‌ها بیشتر با رقص پایان می‌یافت».
جرج راولینسون، تاریخ‌نگار، دربارهٔ اشکانیان می‌نویسد: «گفته شده‌است که جشن‌ها و بزم‌های خود را با رقص پایان می‌دهند و رقص یکی از ابزار سرگرمی و شادمانی بوده و نسبت به آن، بسیار دلبسته بودند».
در کل در دوران هلنیستی تئاتر و رقص یونانی به سلیقه و سنت‌های ایرانی، به ویژه توسط اشکانیان سازوار شد.

#### شاهنشاهی ساسانی

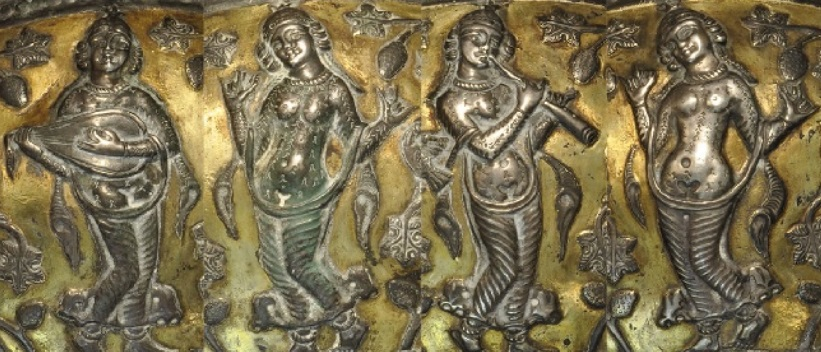
رقصندگان و نوازندگان روی یک کاسه ساسانی

ساسانیان به موسیقی و همراهان آن بسیار احترام می‌گذاشتند. برخی از شاهان این دوره، به شدت به موسیقی علاقه نشان می‌دادند که باعث توجه به رقص نیز شد. رقصندگان زن از جمله رخ‌نگاشت‌های موزاییکی شدند که کاخ شاپور یکم را تزئین می‌کردند. در نمونه‌ای، دختران رقصنده در اثری دیگرِ به جا مانده از این دوره دارای ویژگی‌های نیک هستند. همچنین نقش‌های دیواری قرن ششم از پنجکنت شواهدی از نمود تشریفاتی رقص در شرق ایران ارائه می‌دهند.
تا زمان فروپاشی شاهنشاهی ساسانی و استیلای اعراب بر ایران، رقص یک پدیدهٔ پذیرفته شدهٔ اجتماعی و بخشی جدائی‌ناپذیر از فرهنگ ایران محسوب می‌شد.

### ورود اسلام تا قاجار
ممنوعیت مذهبی رقص در ایران با گسترش اسلام به وجود آمد اما با رخدادهای تاریخی گوناگون تحریک گردید.
در دورهٔ صفوی، حرام بودن موسیقی، این هنر را از پیشرفت بازمی‌داشته‌است. در این دوره، مقام و جایگاه موسیقی‌دانان بسیار کاهش داشت. اما کامل حذف نشد. در مهمانی‌های درباری و هنگامی که سفیرها نیز حاضر بودند، موسیقی و رقص مورد توجه قرار می‌گرفت. در نمونه‌ای دیگر، در دوران قاجار و صفویه، به پسربچه‌ها پوشاک دخترانه پوشانده می‌شد و از آنان برای رقص و آواز استفاده می‌کردند.

### شاهنشاهی پهلوی
در دهه‌های ۱۹۳۰، ۱۹۴۰ و ۱۹۵۰ گونه‌ای از رقص ایرانی شامل حرکت‌هایی برگرفته از رقص عربی، فولکلور و رقص‌های دورهٔ قاجار پدیدار شد که بیشتر در مجلس‌های خصوصی و به شکل یک‌نفره و بداهه‌ای اجرا می‌گردید. بعدها این گونهٔ رقص با توجه به جذب هوادار و توسعهٔ سینمای تجاری ایران، آوازه یافت و فراگیر شد تا زمینهٔ ساخته شدن ژانرهای گوناگون رقص ایرانی چون روحوضی، مطربی، بابا کرم، تهرونی و شاطری را فراهم آورد. گونه‌ای دیگر از رقص‌های ایرانی هم در این روزگار با توجه و پایهٔ بیشتری بر تکنولوژی رقص، مد گردید که «رقص سنتی ایرانی» نام گرفت؛ رقصی که پیوندی از رقص‌های فولکلر ایران و رقص‌های درباری قاجار که با موسیقی سنتی ایرانی اجرا می‌شود، است. در طول دههٔ ۱۹۶۰ نیز کارشناسانی برای پایه‌ریزی زیرساخت گونه‌هایی از رقص در ایران به این کشور آورده شدند و گروهی نیز به غرب فرستاده شدند تا آموزش ببینند. در اواسط دههٔ ۱۳۴۰ (حدود ۱۹۶۵)، استودیوهای ایرانی با همراهی بارها و باشگاه‌های شبانه، به گسترش موسیقی جدید رایج در ایران کمک کردند. تا پیش از انقلاب ۱۳۵۷، گروهی از جامعه در کلوب‌های شبانه‌ای حضور می‌یافتند که رقصندگان حرفه‌ای در آنان اجرا داشتند. سازمان بالهٔ ملی ایران در سال ۱۹۶۷ در تالار رودکی به شکل رسمی گشایش یافت که در سال‌های پسین به یکی از معتبرترین و در سطح جهانی، شناخته‌شده‌ترین سازمان‌های هنری کشور تبدیل گشت. صحنهٔ تالار رودکی تهرانِ پایتخت، با سطح بالای تولیدش و به دلیل امکانات ویژهٔ تکنیکی قرار داده شده در آن، در همهٔ خاورمیانه دارای جایگاهی ویژه برای اجرای برنامهٔ هنرمندان جهانی باله و اپرا شد. کم‌کم، هنرمندان سرشناس خارجی برای اجرا به ایران می‌آمدند و محتواهایی اختصاصی برای ایران تولید می‌کردند.
رقص حرفه‌ای در این کشور در دوران پادشاهی محمدرضاشاه احترام و محبوبیت خود را بازیابی کرد. اجراهای رقص غیر سنتی بر پایهٔ نمونه‌های اروپایی در سالن‌های نمایش این دوران ارائه می‌شد. آنها شامل طراحی رقص و صحنه‌آرایی مفصلی بودند؛ عناصری که بخشی از شکل‌های رقص قدیمی‌تر ایران نبودند.

در سال ۱۹۶۷، یک بنیان‌گذاری رقص با پشتیبانی دولتی، با نام سازمان ملی فولکلور ایران، تأسیس شد تا هم رقص محلی ایرانی را به شکل اصولی روی صحنه ببرد و هم نسخه‌های بالهٔ داستان‌های حماسی و شعر فارسی را به اجرا بگذارد. در همین حدود، گروه‌های رقص با پشتیبانی خصوصی نیز بنیان نهاده شدند؛ از جمله گروهی حرفه‌ای با نام بالهٔ ملی پارس. جدا از رقص‌های غیر بومی، برنامه‌ها برای رقص بومی ایرانی و سنتی نیز بسیار بودند و رقص سنتی نیز احیا گردید.

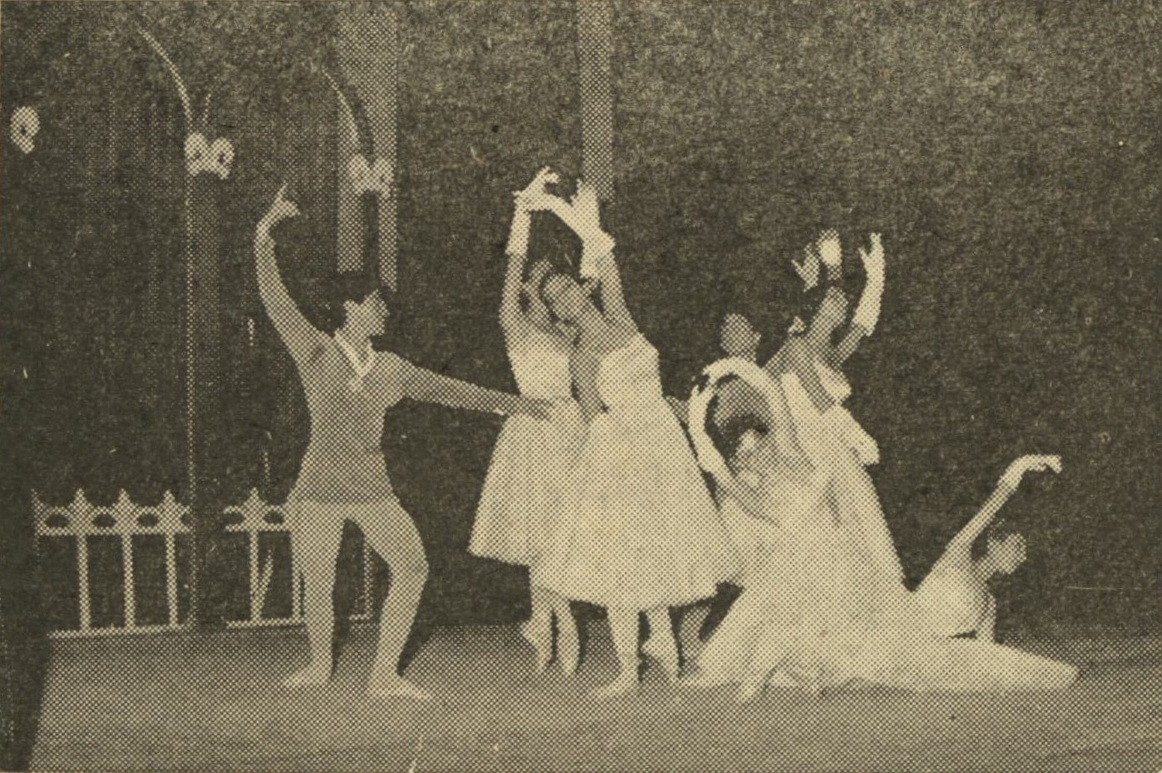
صحنه‌ای از برنامهٔ هنرستان ملی باله ایران (۱۹۶۲)
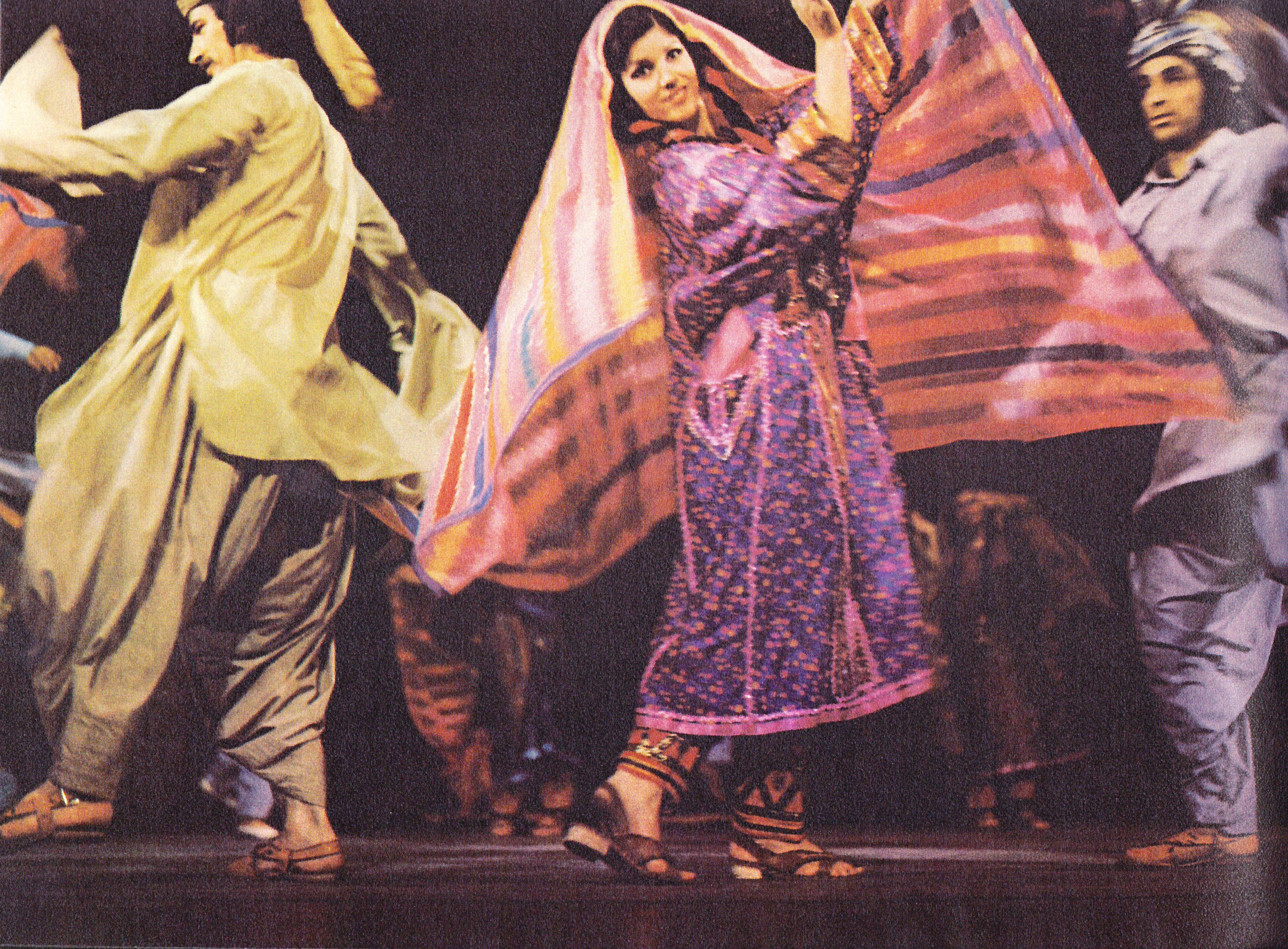
یک گروه رقص فولکلور ایرانی در ۱۹۶۷
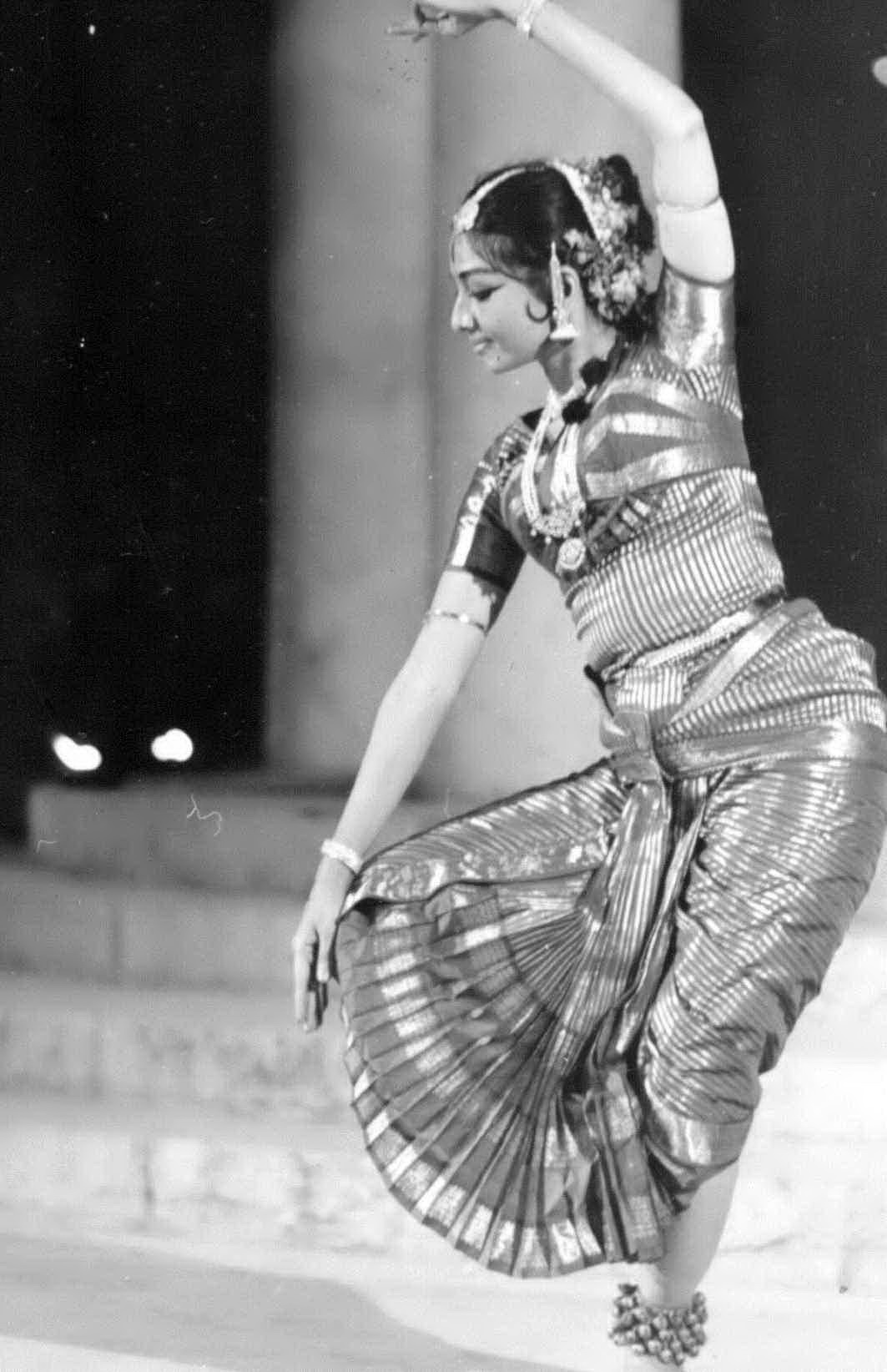
رقص بهارتاناتیام؛ جشن فرهنگ و هنر شیراز
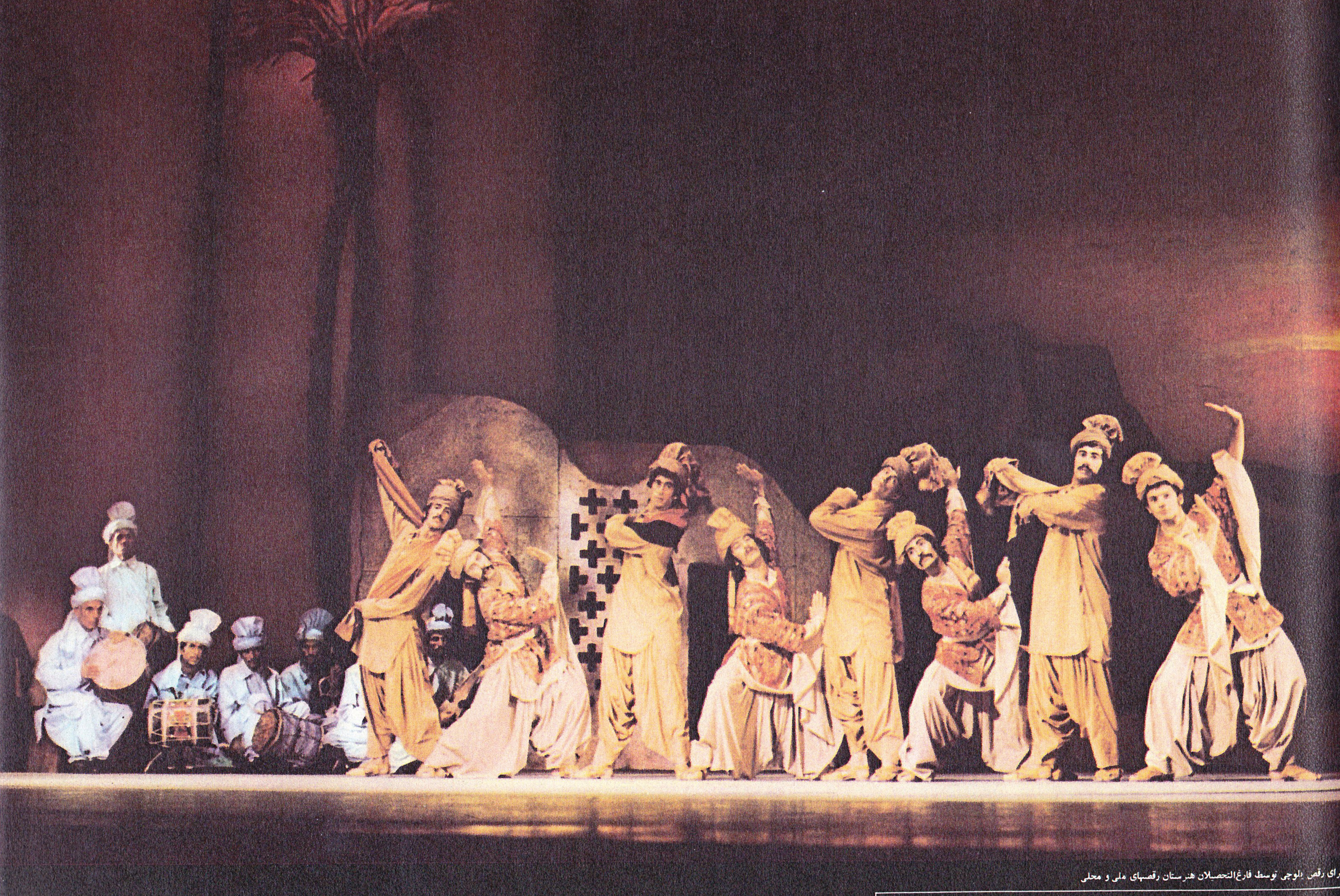
رقص بلوچی توسط هنرستان رقص‌های ملی و محلی در تالار رودکی
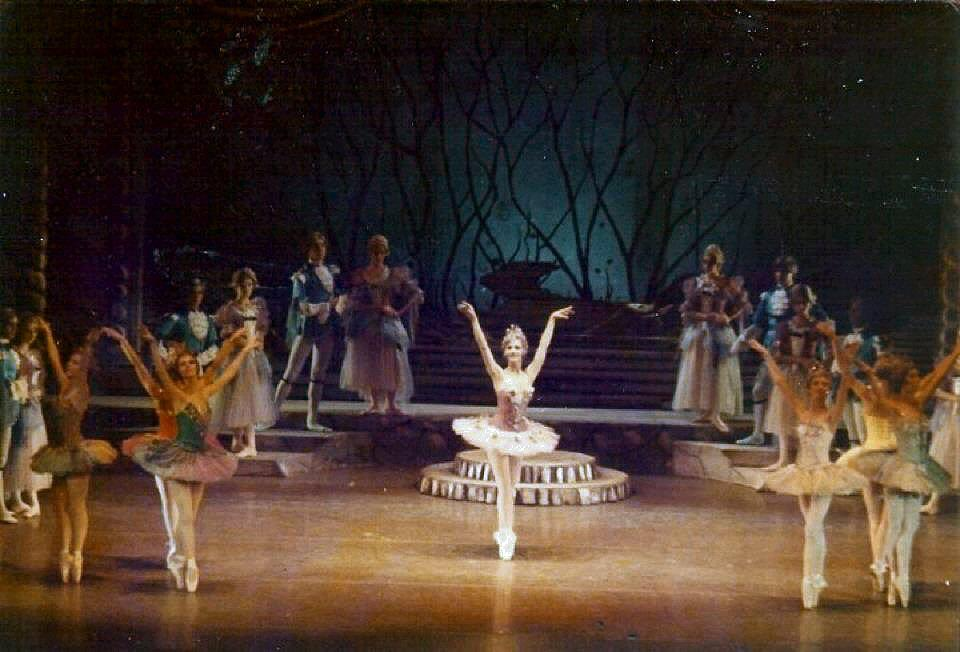
بالهٔ زیبای خفته، آخرین اثر باله‌ای که روی صحنهٔ تالار رودکی دیده شد.

برگزاری جشنواره‌های بین‌المللی گوناگون همانند جشن هنر شیراز در بیرون از پایتخت، در طول دههٔ ۱۹۷۰ رقص را به قشر گسترده‌تری از مردم ساکن ایران شناساند. سیستم نوین آموزشی ساخته‌شدهٔ این دوره، به‌خدمت رقص ایران درآمد. در واپسین دورهٔ دههٔ ۱۹۷۰ گروه‌های رقص دیگری نیز کارشان را شروع کردند؛ همانند گروه رقص مجموعه فرهنگی نیاوران که با رخداد انقلاب ۱۳۵۷، هیچ‌کدام از این گروه‌ها شانسی برای رشد و توسعه یافتن به دست نیاوردند.
تا پیش از انقلاب ۱۳۵۷، سازمان ملی رقص فولکلور ایران به عنوان برترین گروه فولکلور منطقهٔ خاورمیانه شناخته می‌شد و از همین رو در بسیاری از سفرهای هیئت‌های سیاسی به این کشور، اجرا داشت. پیش از انقلاب، متولی اصلی باله در ایران، سازمان باله ملی ایران بود و در سال ۱۳۲۰، نخستین هنرستان بالهٔ ایرانی راه‌اندازی شده بود. هنرستان ملی باله ایران نیز بعدها در سال ۱۳۳۴ بنیان نهاده شد.
افزون بر آموزش نوین، سازمان‌های رقص، جشنواره‌ها و غیره، در مجموع در این دوره تلاش‌های بسیاری نیز برای گردآوری و توسعه دادن سبک‌های مختلف رقص انجام شد؛ از رقص‌های محلی پیش از تاریخ که از رقص اصیل ایرانی به جا مانده‌است، تا باله کلاسیک و رقص‌های معاصر با الهام از فرهنگ و میراث ایرانی. همچنین در این دوره رقص به عنوان یک شکل هنری به‌طور فزاینده‌ای محبوب شد و با شکستن انحصارهای پیشین، میان طبقه‌های گوناگون جامعهٔ ایرانی گسترش یافت.

### جمهوری اسلامی

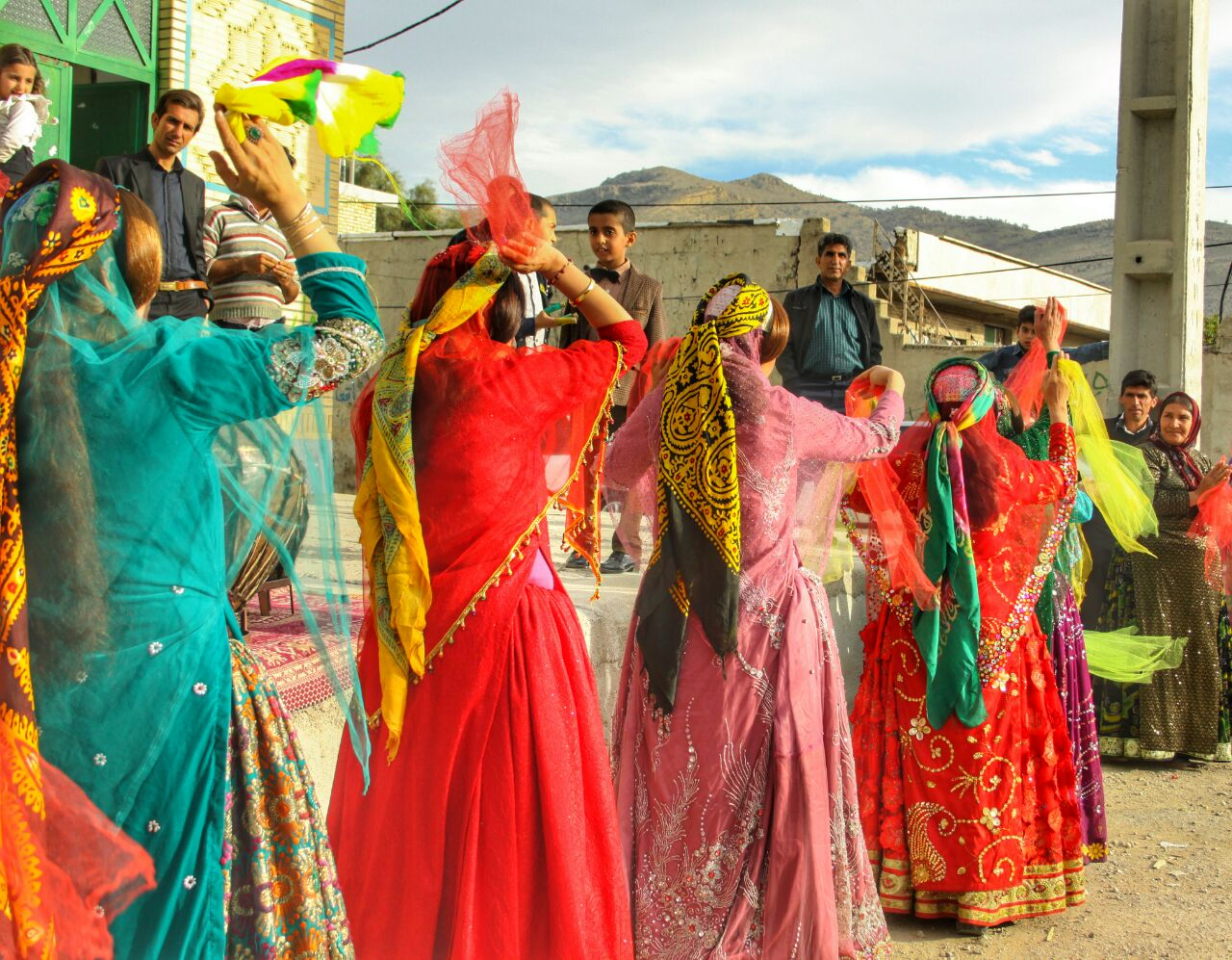
رقص دستمال لُری در شهرستان ممسنی (۲۰۱۷‏)

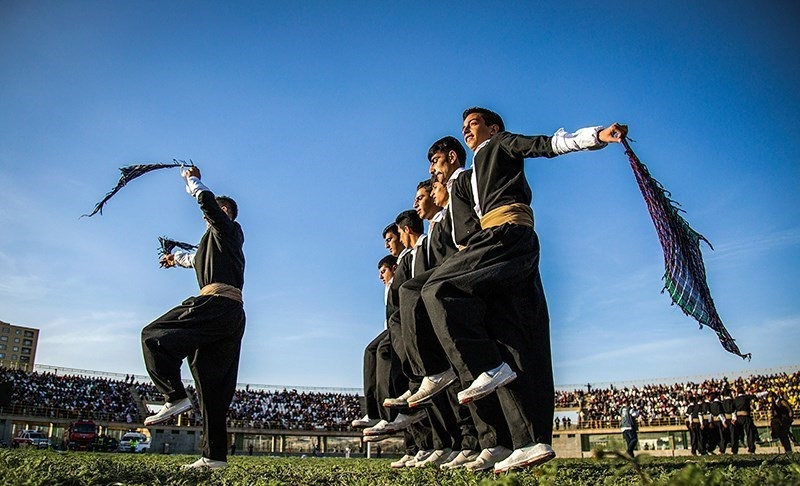
رقص محلی به مناسبت نوروز در سنندج (۲۰۱۸‏)

پس از انقلاب اسلامی ۱۳۵۷، حکومت جدید رقص را در ردهٔ هنرهای ممنوعه گذاشت. با این وجود، رقص در این کشور با عنوان «حرکات موزن» به زندگی‌اش ادامه داد و رقص‌های محلی قوم‌های ایرانی گاه موفق شدند به مناسبت‌های گوناگون، شانس تنفس داشته باشند. در دوران جمهوری اسلامی، رقص یا ورزش‌های دارای همانندی به آن، با مخالفت یا مجازات‌هایی چون شلاق همراه شدند و دستگیری آموزش‌دهندگان رقص نیز رخ داد. همچنین کلاس‌های رقص نیز پس از انقلاب ۱۳۵۷ در ایران ممنوع شدند. در گزارشی در بی‌بی‌سی فارسی دربارهٔ رقاص بیابان در سال ۱۳۹۴ نوشته شد: «درک مفهوم ممنوعیت رقص و رقصیدن در ایران پس از انقلاب اسلامی، برای تماشاگر غربی مشکل و گاه حتی غیرممکن به نظر می‌رسد». نمایش رقص نیز دارای ممنوعیت شد؛ ممنوعیت نمایش رقص در ایران پس از انقلاب، در نمونه‌ای، بهرام بیضایی را مجبور ساخت که در گفت‌وگو با باد به جای رقص از جنبش دستان بهره ببرد. ایرانی‌ها همچنین با توجه به حساسیت جمهوری اسلامی به رقص، از آن به عنوان یک ابزار برای نشان دادن اعتراضشان به حکومت بهره برده‌اند.
انقلاب اسلامی ۱۳۵۷ پایان دوران موفق رقص و باله در ایران بود. به قدرت رسیدن حکومت اسلامی، حاصل چندین دهه تلاش ایران در رقص را از میان برد و کارکنان این بخش را از این کشور فراری داد یا باعث دست کشیدنشان از کار شد.
علی خامنه‌ای، مرجع تقلید شیعی و رهبر جمهوری اسلامی، فتواهای بسیاری دربارهٔ رقص داشته‌است. او اعلام کرده‌است که «رقص به‌طور کلی اگر بگونه‌ای باشد که شهوت را تحریک کند یا مستلزم کار حرام یا ترتب مفسده‌ای باشد، حرام است» و فتوا داد که «رقص زن در برابر بیگانگان مطلقاً حرام است». همچنین شادی‌بخش بودن و طربناکی نیز ممکن بوده‌است به حرام‌سازی رقص انجامیده شود. به حکم او همچنین در رقصی که «به صورت بازی ورزشی تفریحی باشد… به‌کارگیری آلات موسیقی به نحو لهوی و طرب‌آور، به هیچ وجه جایز نیست». خامنه‌ای در جای دیگری فتوا داد که «ایجاد مراکز تعلیم (آموزش) و ترویج رقص، با اهداف نظام اسلامی منافات (ضدیت) دارد».
دستگیری یک دختر ۱۷ ساله که در سال ۱۳۹۷ در اینستاگرام، ویدئوهایی از رقص خود منتشر کرده بود و پخش اعترافش علیه خود از تلویزیون ملی ایران، نمونه‌ای از محدودیت‌های رقص در این کشور را به نمایش گذاشت. در جمهوری اسلامی ایران، ممکن است در قالب اتهاماتی چون «خلاف عفت عمومی»، علیه افرادی که برقصند، اعلام جرم شود. یکی از واکنش‌ها در شبکه‌های اجتماعی به بازداشت‌شدن مائده هژبری، پخش‌شدن ویدئوهایی از رقص کاربران با هشتگ برقص تا برقصیم بود و برخی نیز به جدیت رسیدگی به پرونده‌های رقص و عدم پیگیری پرونده‌های مفسدان اقتصادی در این دوره کنایه زدند. در سال ۱۳۹۷ همچنین اینستاگرام مربی‌های رقص در این کشور با حکم قضایی مسدود گردید و اعلام شد که «حسب دستور مقام محترم قضایی به علت انتشار محتوای مجرمانه مسدود گردید».
در این دوره رقص گاه جنجال‌برانگیز شد؛ در نمونه‌ای در سال ۱۳۹۸، پس از پخش شدن ویدئویی از رقص کردی آموزگاران و دانش‌آموزان یکی از آموزشگاه‌های غیرانتفاعی در مهاباد، مقامات قضایی و مدیرهای آموزش و پرورش این شهر از «برکناری مدیر این مدرسه، تجدید نظر در گزینش آموزگاران و احتمال لغو مجوز مدرسه» خبر دادند. در سال ۲۰۲۱ نیز در برنامه‌ای برای شب یلدا در صدا و سیما، میهمان برنامه به رقص اشاره کرد و مجری در قسمت بعدی، به این خاطر عذرخواهی کرد و خبر ممنوع‌التصویری‌اش بعدها منتشر شد.

## جایگاه

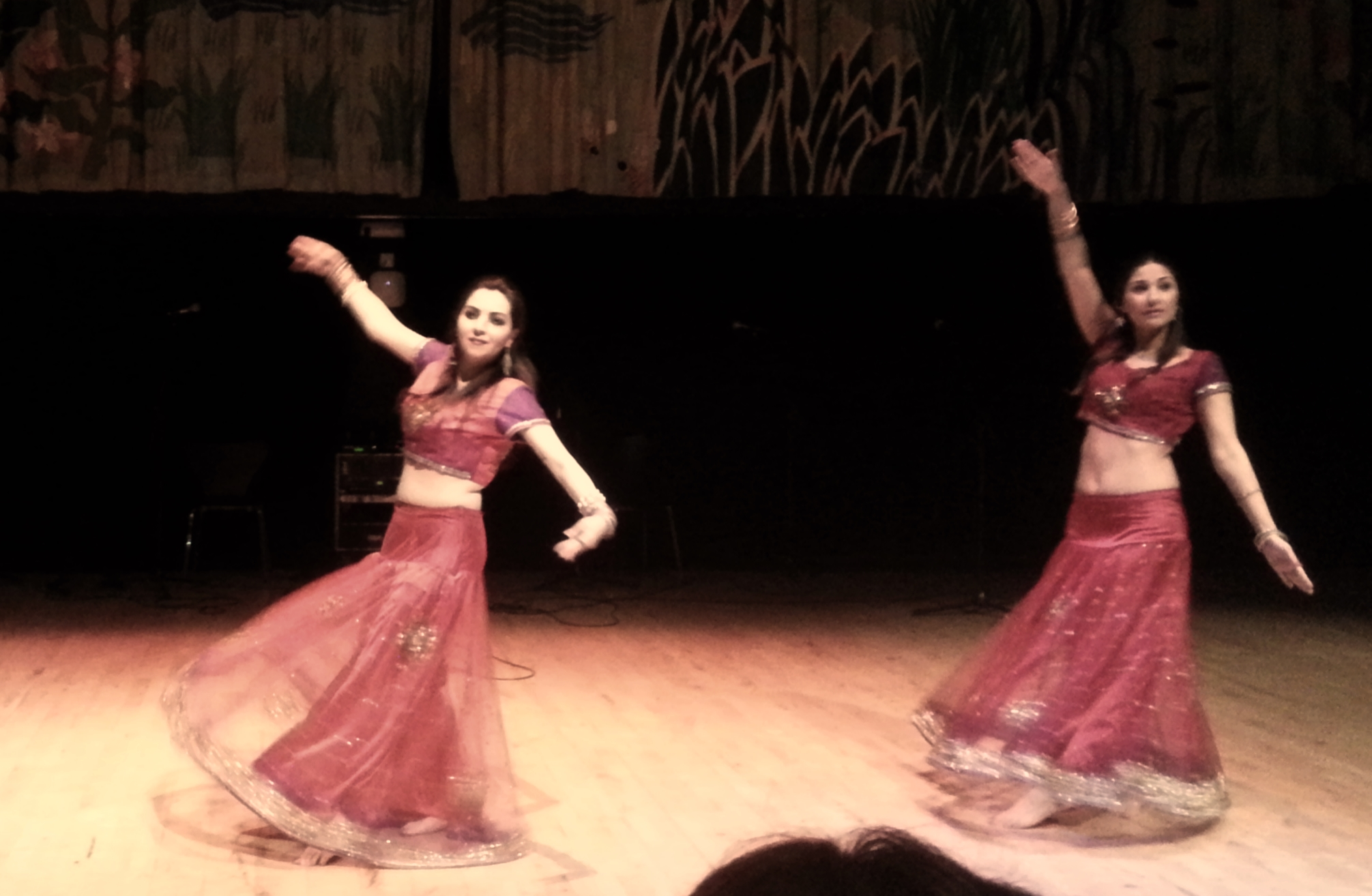
رقصی به مناسبت نوروز، جشن آغاز سال نوی ایرانی. جشن‌های مناسبات تقویمی ایران شامل رقص نیز می‌شوند.

گواه‌های تاریخی نمایانگر این هستند که در ایران، رقص و موسیقی از دیرباز، بخشی جدایی‌ناپذیر از فرهنگ این کشور بوده‌اند و هنری والا به‌شمار می‌رفته‌اند. فردوسی، شاعر حماسه‌سرای ایرانی، از رامشگرانی چون آزاده یاد کرده‌است که چنگ می‌نواختند، چامه می‌خواندند، ساقی بودند و می‌رقصیدند. به شکل کلی، ایران، یکی از امپراتوری‌های باستانی بود که به گسترش هنر رقص پرداخت. برای این ملت کهن، رقص یک پدیدهٔ مهم اجتماعی و یک آیین مذهبی بوده‌است. پیشینهٔ رقص ایرانی به عنوان یک شکل هنری مستقل، دست کم از دوران مهرپرستی تخمین زده می‌شود و منابع تاریخی دوران باستان، به آن اشاره کرده‌اند. رقص ایرانی بسیار متداول بوده‌است و کتب تاریخی یونانی از اهمیت آن در نزد ایرانیان، نوشته‌اند. اگرچه که پس از انقلاب ۱۳۵۷، محدودیت‌ها برای رقص نیز وضع گردید.
رقص و موسیقی همواره برای شادی و خوشی در بزم‌ها و انگیزش حس‌های رزمی و شهوانی در میان ایرانیان در همهٔ دوران، رواج داشته‌است.
رقص در این کشور در جشن‌های مناسبات تقویمی، ملی، سیاسی، مذهبی و کشاورزی و در مراسم طایفه‌ای و همچنین در مراسم‌های دیگری چون ختنه و عروسی انجام می‌شود. در دوران مدرن، رویدادها و گونه‌های رقص را می‌توان بر این پایه که آیا شرکت‌کنندگان در رویداد در آن‌ها شرکت می‌کنند یا تنها به تماشا می‌پردازند، رده‌بندی کرد. در این کشور رقص برای زوجین، به ویژه زوج‌های غیر هم‌جنس، در میان مسیحیان بیش از مسلمانان گسترش دارد.

### در فرهنگ خیابان
برگزار شدن نخستین کارناوال‌ها در ایران به سال ۱۳۱۱ و دورهٔ پادشاهی رضاشاه پهلوی می‌رسد و در این جشن‌ها، رقص نیز انجام می‌شد.

## تاریخ آموزش

سارگیس جانبازیان؛ رقصنده، رقص‌پرداز و تهیه‌کنندهٔ ارمنستانی-ایرانی

سرکیس جانبازیان کار آموزش باله را در قزوین آغاز و در سال ۱۳۲۰، نخستین هنرستان بالهٔ ایران را راه‌اندازی کرد.
در دورهٔ پهلوی فعالیت‌های فوق‌برنامه و پرورشی برای دانش‌آموزهای ایرانی شامل آموزش رقص نیز می‌شد.
کلاس‌های رقص پس از انقلاب ۱۳۵۷ در ایران ممنوع شدند و با تعطیلی کلاس‌های موجود، ایرانیانی که به پیگیری آموزش‌ها علاقه‌مند بودند، به شکل پنهانی کار را ادامه دادند. در دوران جمهوری اسلامی، دستگیری کسانی که آموزش رقص می‌دادند، با اتهاماتی چون «تلاش برای تغییر سبک زندگی جوانان» و «قبح‌زدایی از کشف حجاب» رخ داده‌است. رقص‌ها پس از انقلاب ۱۳۵۷ با وجود ممنوعیت، هنوز به شکل زیرزمینی (غیرقانونی) به آموزش خود ادامه دادند. در نمونه‌ای، آموزش و اجرای سبک باله پس از انقلاب ۱۳۵۷ ممنوع گردید اما شوق دختران و پسران ایرانی به یادگیری آن، از میان نرفت. در این دوره، کلاس‌های آموزش باله در تهران، پایتخت این کشور و برخی شهرهای بزرگ دیگر، به شکل زیرزمینی ارائه شد. اگرچه که در این کلاس‌ها، کمبود مربی حرفه‌ای سطح جهانی، حس می‌شد و این رقص، شکلی حرفه‌ای در جمهوری اسلامی نداشته‌است.